# Liste der Straßennamen von Olival Basto
Die Liste der Straßennamen in Olival Basto listet Namen von Straßen und Plätzen der Freguesia Olival Basto im portugiesischen Kreis Odivelas auf und führt dabei auch die Bedeutungen und Umstände der Namensgebung an. Aktuell gültige Straßenbezeichnungen sind in Normalschrift angegeben, nach Umbenennung oder Überbauung nicht mehr gültige Bezeichnungen in Kursivschrift.
Hinweis: Die Liste ist nicht vollständig

## Straßen in alphabetischer Reihenfolge

### #
- Rua 1 ⊙
- Rua 1º de Maio
- Rua 20 de Abril ⊙
- Rua 25 de Abril ⊙
benannt nach dem Tag der Nelkenrevolution am 25. April 1974
- Rua 25 de Outubro ⊙
- Rua 30 de Junho ⊙

### A
- Rua Açores ⊙
benannt nach der Inselgruppe Azoren
- Vila Amália ⊙
- Jardim Amália Rodrigues ⊙
benannt nach der Fadosängerin Amália Rodrigues (1920–1999)
- Rua Angola ⊙
benannt nach der ehemaligen portugiesischen Kolonie Angola

### B
- Rua da Barrochinha ⊙

### C
- Rua de Cabo Verde ⊙
benannt nach der ehemaligen portugiesischen Kolonie Kap Verde
- Estrada da Cril ⊙
benannt nach dem inneren Lissabonner Autobahnring CRIL

### D
- Rua de Dio ⊙

### F
- Rua do Forte ⊙

### G
- Vila Gordicho ⊙
- Rua da Guiné ⊙
benannt nach der ehemaligen portugiesischen Kolonie Guinea-Bissau

### H
- Rua das Hortas ⊙

### I
- Rua Ilha da Madeira ⊙
benannt nach der zu Portugal gehörenden Insel Madeira

### L
- Rua das Lágrimas ⊙
- Rua Largo do Chafariz ⊙
- Rua da Liberdade ⊙

### M
- Rua de Macau ⊙
benannt nach der ehemaligen portugiesischen Kolonie Macau
- Rua Manuel Ferreira ⊙
- Rua Marechal Humberto Delgado ⊙
benannt nach dem General und Politiker Marschall Humberto Delgado (1906–1965)
- Praceta Maria Lamas ⊙
- Rua dos Martírios ⊙
- Estrada Militar ⊙

### P
- Rua da Praceta ⊙
- Rua Presidente Samora Machel ⊙
benannt nach dem mosambikanischen Staatspräsidenten Samora Machel (1933–1986)

### Q
- Bairro da Quinta dos Cucos ⊙

### S
- Beco de Santo António ⊙
benannt nach dem Lissaboner Stadtheiligen Antonius (1195–1231)
- Rua de São Tomé e Príncipe ⊙
benannt nach der ehemaligen portugiesischen Kolonie São Tomé und Príncipe

### T
- Rua de Timor ⊙
benannt nach der ehemaligen portugiesischen Kolonie Timor

- Karte mit allen Koordinaten:
- OSM |
- WikiMap